# Madeleine Haas
Madeleine Haas (* 12. Juni 2004) ist eine ehemalige deutsche Schauspielerin.

## Leben
Madeleine Haas machte ihre ersten schauspielerischen Erfahrungen in der Theater-AG ihrer Schule. Sie bewarb sich nach einem Casting-Aufruf im Fernsehen, bei dem Kinderdarsteller für die deutsche Fernsehserie Schloss Einstein gesucht wurden, und wurde nach einem aus mehreren Runden bestehenden Auswahlverfahren für die Serie engagiert.
Von der 21. Staffel bis zur 23. Staffel von Folge 897 (Februar 2018) bis Folge 974 (April 2020) spielte sie in Schloss Einstein die Rolle der Schülerin Frederike „Rike“ Reinhardt und übernahm damit eine der Serienhauptrollen. Haas’ Seriencharakter, als „Plappertasche“, aber auch als träumerische Serienfigur angelegt, die an Engel, Elfen und Übersinnliches glaubt, war als Chefredakteurin des Einstein X-Press aktiv und betrieb einen eigenen Podcast mit dem Titel Rikes Laberbuch, der auf dem Radiosender „MDR Tweens“ und auf KIKA.de zu hören war.
Madeleine Haas wohnt in Bad Köstritz in Thüringen.

## Filmografie
- 2018–2020: Schloss Einstein (Fernsehserie, 69 Folgen)
- 2018: Schloss Webstein (Fernsehserie, 2 Folgen)